# Petit-Mesnil
Petit-Mesnil ist eine französische Gemeinde mit 202 Einwohnern (Stand: 1. Januar 2022) im Département Aube in der Region Grand Est. Der Ort gehört zum Arrondissement Bar-sur-Aube und zum Kanton Bar-sur-Aube. Zudem ist die Gemeinde Teil des 1993 gegründeten Gemeindeverbands Communauté de communes de Soulaines. 

## Geographie
Petit-Mesnil liegt rund 39 Kilometer ostnordöstlich von Troyes und 15 Kilometer nordwestlich der Kleinstadt Bar-sur-Aube im Osten des Départements Aube. Die Gemeinde besteht aus dem Dorf Petit-Mesnil und mehreren Weilern (darunter La Giberie) und ist weitflächig von Wald bedeckt.
Nachbargemeinden sind Chaumesnil im Norden, La Chaise im Osten, Vernonvilliers im Südosten, Éclance im Süden, Trannes im Südwesten, La Rothière im Westen sowie Brienne-la-Vieille im Nordwesten. 

## Geschichte
Bis zur Französischen Revolution lag Petit-Mesnil innerhalb der Provinz Champagne. Die Gemeinde gehörte von 1793 bis 1801 zum Distrikt Bar-sur-Aube. Seit 1801 ist sie Teil des Arrondissements Bar-sur-Aube. Von 1793 bis 1801 war der Ort dem Kanton Dienville zugeteilt. Von 1801 bis 2015 lag die Gemeinde innerhalb des Kantons Soulaines-Dhuys. 

## Bevölkerungsentwicklung
| Jahr                       | 1962 | 1968 | 1975 | 1982 | 1990 | 1999 | 2006 | 2012 | 2019 |
| Einwohner                  | 168  | 176  | 154  | 196  | 213  | 215  | 231  | 235  | 206  |
| Quellen: Cassini und INSEE |      |      |      |      |      |      |      |      |      |

## Sehenswürdigkeiten
- Kirche Saint-Étienne
- Schloss Château de La Giberie
- Lavoir (ehemaliges Waschhaus)
- Denkmal für die Gefallenen[1]
- Sternwarte am Ufer des Étang de Ramerupt